# KM Malta Airlines
 (avril 2024).
La mise en forme du texte ne suit pas les recommandations de Wikipédia : il faut le « wikifier ».
Les points d'amélioration suivants sont les cas les plus fréquents. Le détail des points à revoir est peut-être précisé sur la page de discussion.
- Les titres sont pré-formatés par le logiciel. Ils ne sont ni en capitales, ni en gras.
- Le texte ne doit pas être écrit en capitales (les noms de famille non plus), ni en gras, ni en italique, ni en « petit »…
- Le gras n'est utilisé que pour surligner le titre de l'article dans l'introduction, une seule fois.
- L'italique est rarement utilisé : mots en langue étrangère, titres d'œuvres, noms de bateaux, etc.
- Les citations ne sont pas en italique mais en corps de texte normal. Elles sont entourées par des guillemets français : « et ».
- Les listes à puces sont à éviter, des paragraphes rédigés étant largement préférés. Les tableaux sont à réserver à la présentation de données structurées (résultats, etc.).
- Les appels de note de bas de page (petits chiffres en exposant, introduits par l'outil «  Source ») sont à placer entre la fin de phrase et le point final[comme ça].
- Les liens internes (vers d'autres articles de Wikipédia) sont à choisir avec parcimonie. Créez des liens vers des articles approfondissant le sujet. Les termes génériques sans rapport avec le sujet sont à éviter, ainsi que les répétitions de liens vers un même terme.
- Les liens externes sont à placer uniquement dans une section « Liens externes », à la fin de l'article. Ces liens sont à choisir avec parcimonie suivant les règles définies. Si un lien sert de source à l'article, son insertion dans le texte est à faire par les notes de bas de page.
- La présentation des références doit suivre les conventions bibliographiques. Il est recommandé d'utiliser les modèles {{Ouvrage}}, {{Chapitre}}, {{Article}}, {{Lien web}} et/ou {{Bibliographie}}. Le mode d'édition visuel peut mettre en forme automatiquement les références.
- Insérer une infobox (cadre d'informations à droite) n'est pas obligatoire pour parachever la mise en page.

Pour une aide détaillée, merci de consulter Aide:Wikification.
Si vous pensez que ces points ont été résolus, vous pouvez retirer ce bandeau et améliorer la mise en forme d'un autre article.
Ne doit pas être confondu avec Malta Air ou Air Malta.
KM Malta Airlines Ltd est la compagnie aérienne nationale maltaise, dont le siège se situe à Luqa. Elle effectue son premier vol le 31 mars 2024 et remplace officiellement Air Malta. Elle dessert des destinations dans toute l'Europe depuis son hub, l'aéroport international de Malte.

## Histoire

### Création
À la suite de multiples problèmes financiers, le premier ministre maltais, Robert Abela, annonce le 2 octobre 2023 la fermeture d'Air Malta après presque 50 ans d'activité. Il annonce dans la foulée qu'Air Malta sera remplacée par une nouvelle compagnie aérienne nationale, KM Malta Airlines.
KM Malta Airlines effectue son premier vol le 31 mars 2024, le lendemain du dernier vol d'Air Malta.

## Destinations
| Country     | City       | Airport                                     | Notes |
| ----------- | ---------- | ------------------------------------------- | ----- |
| Autriche    | Vienne     | Aéroport de Vienne-Schwechat                |       |
| Belgique    | Bruxelles  | Aéroport de Bruxelles-National              |       |
| Tchéquie    | Prague     | Aéroport de Prague-Václav-Havel             |       |
| France      | Lyon       | Aéroport de Lyon–Saint-Exupéry              |       |
| France      | Paris      | Aéroport Charles-de-Gaulle                  |       |
| France      | Paris      | Aéroport de Paris-Orly                      |       |
| Allemagne   | Berlin     | Aéroport Willy-Brandt de Berlin-Brandebourg |       |
| Allemagne   | Düsseldorf | Aéroport international de Düsseldorf        |       |
| Allemagne   | Munich     | Aéroport Franz-Josef-Strauß de Munich       |       |
| Italie      | Catane     | Aéroport de Catane-Fontanarossa             |       |
| Italie      | Milan      | Aéroport de Milan-Linate                    |       |
| Italie      | Rome       | Aéroport Léonard-de-Vinci de Rome Fiumicino |       |
| Malte       | Malte      | Aéroport international de Malte             | Hub   |
| Pays-Bas    | Amsterdam  | Aéroport d'Amsterdam-Schiphol               |       |
| Espagne     | Madrid     | Aéroport Adolfo Suárez Madrid-Barajas       |       |
| Suisse      | Zürich     | Aéroport international de Zurich            |       |
| Royaume-Uni | Londres    | Aéroport de Londres-Gatwick                 |       |
| Royaume-Uni | Londres    | Aéroport de Londres-Heathrow                |       |

### Accords de partage de code
Dès son lancement, la compagnie signe des accords de partage de code avec trois compagnies aériennes : KLM,, Lufthansa Group et Air France.

## Flotte
En avril 2024, KM Malta Airlines exploite les appareils suivants :
| Avion          | En service | Commandes | Passagers |
| -------------- | ---------- | --------- | --------- |
| Airbus A320neo | 8          | -         | 180       |
| Total          | 8          | -         |           |